# Brendan Griffin (Politiker, 1935)
Brendan Griffin (irisch Breandán Ó Gríofa; * 28. August 1935 im County Tipperary) ist ein früherer irischer Politiker der Fine Gael. Er war von 1973 bis 1989 Teachta Dála (Abgeordneter) im Unterhaus (Dáil Éireann).

## Biografie
Griffin war Lehrer an einer staatlichen Schule. Er versuchte erstmals bei den Wahlen zum Dáil Éireann 1969 im Wahlkreis Tipperary South in den Dáil einzuziehen. Dies gelang ihm nicht. Erst bei den Wahlen zum Dáil Éireann 1973 war er dann erfolgreich und konnte seinen Sitz bei den nachfolgenden Wahlen 1977, 1981, im Februar und November 1982 sowie 1987 halten. Bei den nachfolgenden Wahlen 1989 und 1992 scheiterte er jedoch.
1991 und 1999 wurde er bei den Kommunalwahlen in den South Tipperary County Council gewählt.